# Kim So-yeon
Kim So-yeon (hangul: 김소연; ur. 2 listopada 1980 w Seulu) – południowokoreańska aktorka.

## Biografia

### 1994–2007: Początki kariery, trzyletnia przerwa w przemyśle rozrywkowym
Kim So-yeon rozpoczęła karierę w koreańskim przemyśle rozrywkowym w 1994, kiedy miała 14 lat, biorąc udział bez zgody rodziców w konkursie piękności Miss Binggrae, w którym zdobyła główną nagrodę. Jeszcze w tym samym roku zadebiutowała w serialu Dinosaur Teacher z Lee Jung-jae i Kim Hee-sun. W kolejnych latach występowała w popularnych serialach, takich jak Reporting for Duty i Soonpoong Clinic. 

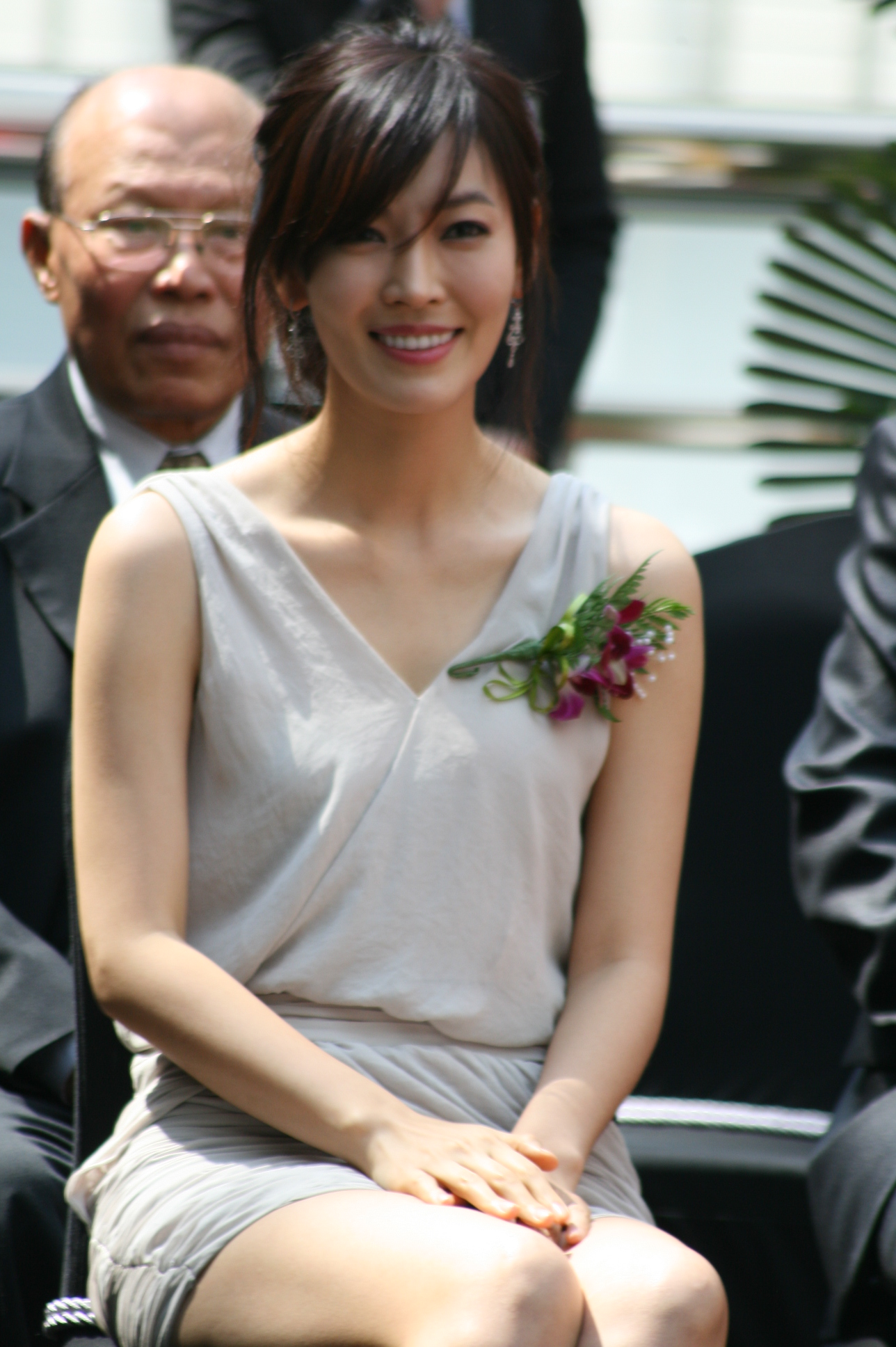
Kim So-yeon na koreańskich targach biżuterii w 2011 r.

Od 6 grudnia 1998 do 16 kwietnia 2000 była gospodarzem programu muzycznego Inkigayo. Występowała również w licznych reklamach, stając się pierwszą koreańską nastoletnią gwiazdą, która zarobiła ponad 100 milionów wonów na modelingu w kampaniach reklamowych. Zagrała w serialu Eveui modeun geot, który w 2000 osiągnął najwyższą oglądalność na poziomie 45,2%, a także notował wysoką średnią oglądalność na poziomie 29,7%. 
Ze względu na swój niezwykle dojrzały wygląd i opanowanie, często obsadzano ją w poważniejszych rolach, zwłaszcza jako manipulantki lub nikczemnej kobiety. Jednak odgrywanie ról czarnych charakterów miało negatywny wpływ na karierę Kim, a jej sława spadła na początku lat 2000. Za sprawą filmu Siedem mieczy hongkońskiego reżysera Tsui Harka i chińskich seriali Jiu Xiang Mei Li Hu Die Fei i Da Qing Hui Shang próbowała dotrzeć do publiczności w Chinach, jednak to również zakończyło się niepowodzeniem. Po tym wszystkim Kim zrobiła sobie trzyletnią przerwę, aby przemyśleć, czy nadal chce być aktorką.

### Od 2008: Powrót na mały ekran, wzrost popularności i kolejne role
Na ekrany powróciła w 2008 w serialu Sikgaek, a ponowny wzrost jej popularności nastąpił rok później w 2009 wraz z wysokobudżetowym serialem Iris. Wcieliła się w nim w rolę północnokoreańskiego szpiega, zbierając pochwały za kreację kobiety, rozdartej między lojalnością wobec swojego kraju a miłością do południowokoreańskiego agenta. Przed serialem Kim ciężko pracowała nad scenami akcji oraz ścięła swoje charakterystyczne długie włosy, by bardziej pasować do roli. W 2010 Kim powróciła w roli północnokoreańskiego szpiega w kontynuacji serialu Iris w filmie Operacja Irys i spin-offie serialu pt. Atena: Jeonjaeng-ui yeosin, gdzie można ją zobaczyć w odcinkach 17 i 19. W tym samym roku zagrała główną rolę w 16 odcinkowej komedii romantycznej Geomsa Peurinseseu, gdzie pokazała swoją wszechstronność, grając zainspirowaną filmem Legalna blondynka postać początkującej prokurator, która początkowo jest zainteresowana wyłącznie zakupami i randkami, wkrótce jednak zaskakuje kolegów swoją inteligencją i dążeniem do sprawiedliwości. Kim stwierdziła, że ta wesoła, nieprzewidywalna postać jest podobna do jej prawdziwej osobowości. Zagrała także w serialu Dr. Champ, wcielając się w postać lekarki, która nie ma łatwego życia z powodu swojej niedojrzałej rodziny i kompleksów.

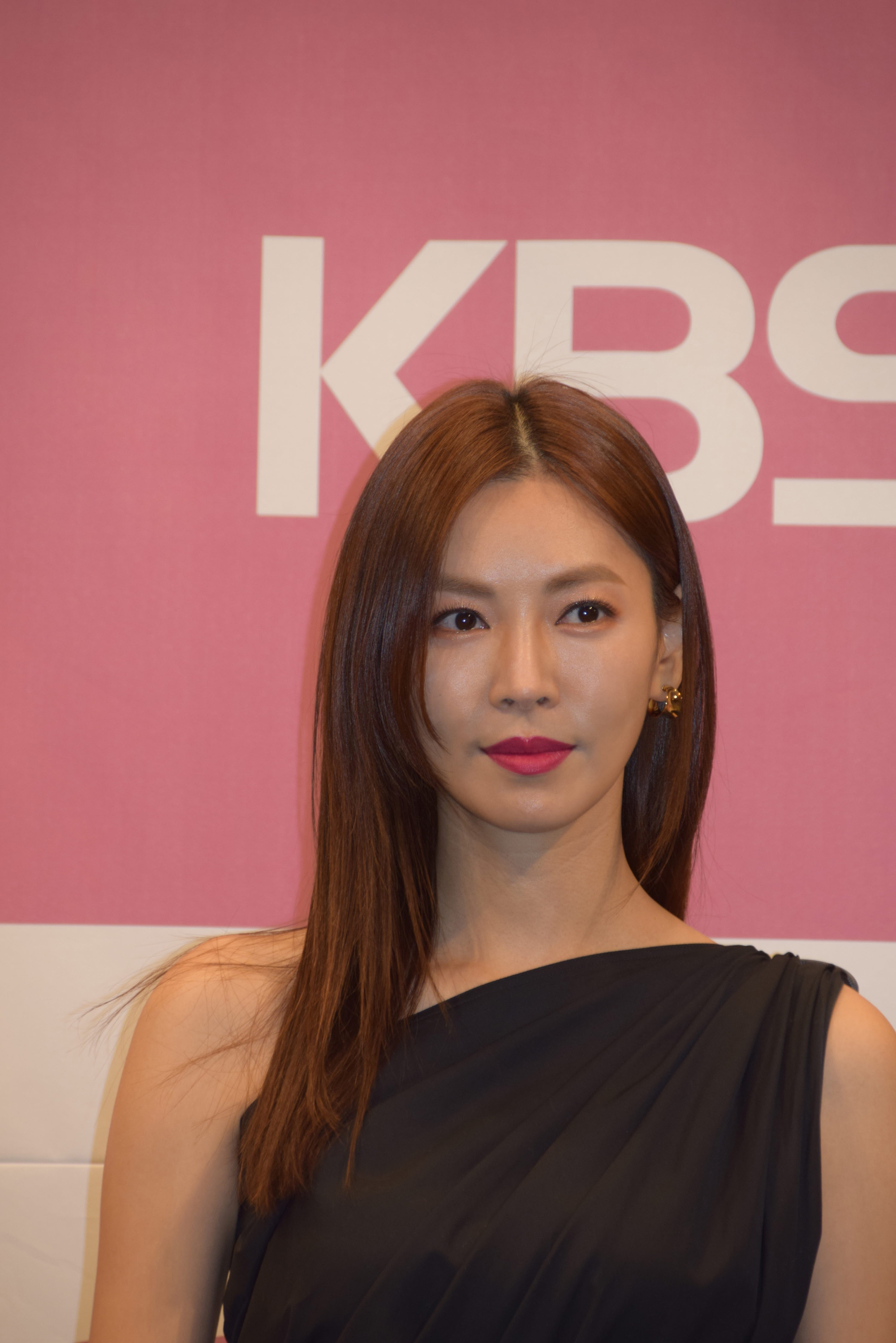
Kim So-yeon podczas prezentacji serialu Mother of Mine, która odbyła się 19 marca 2019 r.

W 2012 Kim pojawiła się na dużym ekranie w filmie Gabi, adaptowanym na podstawie powieści historycznej Kima Takhwana. Kim wcieliła się w postać Tanyi, królewskiej baristki uwikłanej w spisek mający na celu zamordowanie cesarza Gojonga, Tanya musi dokonać wyboru między swoim kochankiem, rosyjskim zabójcą, a potężnym królem. Jeszcze przed rozpoczęciem zdjęć do filmu Kim spędziła wiele miesięcy na nauce języka rosyjskiego i parzenia kawy. Następnie zagrała w serialu Daepungsu, w którym wcieliła się w postać uzdrowicielki z okresu Goryeo. W 2013 Kim powróciła do współpracy ze scenarzystką Geomsa Peurinseseu, So Hyun-kyung, w serialu Two Weeks, gdzie wcieliła się w rolę prokuratorki, która wraz z uciekinierem próbuje dopaść skorumpowaną panią polityk i jej gangsterskiego poplecznika. Kim pojawiła się również w ostatnim odcinku drugiego sezonu serialu Iris pt. Iris II: New Generation. W 2014 zagrała w serialu I Need Romance 3 dyrektorkę marketingu mody, która zakochuje się w swoim dużo młodszym przyjacielu z dzieciństwa. Następnie pojawiła się w programie wojskowym typu reality show Real Men: Female Soldier Special.
W 2015 zagrała w serialu Serce znów bije, o biznesmenie, który po przeszczepie serca zakochuje się w nielubianej wcześniej sekretarce. Wystąpiła także gościnnie w serialu High-End Crush w roli reporterki. Kim dołączyła również do czwartego sezonu We Got Married, w parze z Kwakiem Si-yangiem. W 2016 wystąpiła w serialu MBC Gahwamansaseong, grając matkę, która straciła syna w wypadku. Pojawiła się również w pierwszym odcinku serialu One More Happy Ending. W 2017 zagrała gościnnie Dyrektorkę Kim w serialu 20segi sonyeonsonyeo. W marcu 2018 Kim opuściła swoją dotychczasową agencję Namoo Actors i 3 kwietnia 2018 podpisała kontrakt na wyłączność z firmą J Wide Company. Następnie została obsadzona w serialu SBS Secret Mother. W marcu 2019 Kim powróciła na mały ekran w serialu stacji KBS Mother of Mine.
W 2020 wystąpiła w serialu Penthouse, w którym wcieliła się w rolę sławnej sopranistki, w której drzemie wiele pokrętnych pragnień. Kim porównała tę rolę do swojej słynnej roli czarnego charakteru w Eveui modeun geot, którą grała 20 lat wcześniej. Serial był tak popularny, że został przedłużony o dwa kolejne sezony, w których Kim ponownie wcieliła się w swoją postać. Ponadto zdobyła nagrodę dla najlepszej aktorki telewizyjnej na Baeksang Arts Awards oraz główną nagrodę (Daesang) na SBS Drama Awards. W 2022 zagrała w filmie krótkometrażowym It's Alright, jest to czarna komedia dzieląca się na sześć historii w różnych kręgach społecznych żyjących w czasach pandemii COVID-19. Film został wyemitowany 12 maja na koreańskiej platformie streamingowej TVING za pośrednictwem programu All Viewers+: Short Buster.

### Życie prywatne
Kim poślubiła aktora Lee Sang-woo w czerwcu 2017. Ich związek rozpoczął się w 2016, gdy para spotkała się na planie serialu Gahwamansaseong.

## Filmografia

### Filmy
| Rok  | Tytuł                          | Rola              |
| ---- | ------------------------------ | ----------------- |
| 1997 | Change                         | Ko Eun-bi         |
| 2005 | Siedem mieczy                  | Luzhu/Green Pearl |
| 2007 | The Pictures (krótkometrażowy) | fotograf          |
| 2010 | Operacja Irys                  | Kim Seon-hwa      |
| 2012 | Gabi                           | Tanya             |
| 2015 | Oneul-ui yeonae                | cameo             |
| 2022 | It's Alright                   |                   |

### Seriale
| Rok       | Tytuł                                     | Rola                                     | Stacja telewizyjna |
| --------- | ----------------------------------------- | ---------------------------------------- | ------------------ |
| 1994      | Dinosaur Teacher                          |                                          | SBS                |
| 1994      | Daughters of a Rich Family                | Hye-ri (córka Kwon Il-ryunga)            | KBS2               |
| 1995      | Drama Game "Min-woo vs. Min-woo"          |                                          | KBS2               |
| 1995      | Drama Game "Their Summer"                 |                                          | KBS2               |
| 1996      | You Can't Stop Mom                        | Eldest daughter                          | SBS                |
| 1996      | Drama Game "Come Back Home"               | Park Mi-kyung                            | KBS2               |
| 1996      | City Men and Women                        | Yoo Won-hee                              | SBS                |
| 1996      | 1.5                                       |                                          | MBC                |
| 1996      | Reporting for Duty                        | Woo Ji-soo                               | KBS2               |
| 1996      | Open Your Heart                           | Jung Yoo-kyung                           | MBC                |
| 1996      | Seven Spoons                              | Hye-joo                                  | MBC                |
| 1997      | Because of Love                           |                                          | KBS2               |
| 1997      | Drama Special "Christmas in May"          |                                          | KBS2               |
| 1997      | Yesterday                                 | Lee Seung-hye                            | MBC                |
| 1997      | Friday Night Theater "On Her First Night" |                                          | KBS2               |
| 1998      | Soonpoong Clinic                          | So-yeon                                  | SBS                |
| 1998      | I Love You, I Love You                    | Lee Soon-young                           | SBS                |
| 1998      | Winners                                   | Kim Seo-joo                              | SBS                |
| 1999      | Sunday Best "Pickpocket by Name"          | Kim Ji-hyun                              | KBS2               |
| 1999      | We Saw a Little Lost Bird                 | Seo Ga-hee                               | KBS2               |
| 1999      | Ad Madness                                | Lee Ye-rin                               | KBS2               |
| 2000      | Eveui modeun geot                         | Heo Young-mi                             | MBC                |
| 2000      | Mom and Sister                            | Noh Seung-ri / Jang Yoo-kyung            | MBC                |
| 2002      | Sunlight Upon Me                          | Kim Yeon-woo                             | MBC                |
| 2002      | Sam Chong-sa                              | Choi Seo-young                           | MBC                |
| 2004      | 2004 Human Market                         | Hong Si-yeon                             | SBS                |
| 2004      | Jiu Xiang Mei Li Hu Die Fei               |                                          | CCTV               |
| 2005      | Gaeul sonagi                              | Lee Kyu-eun                              | MBC                |
| 2007      | Da Qing Hui Shang                         | Hu Yu Ling                               | DTV                |
| 2008      | Sikgaek                                   | Yoon Joo-hee                             | SBS                |
| 2009      | Irys                                      | Kim Seon-hwa                             | KBS2               |
| 2010      | Geomsa princess                           | Ma Hye-ri                                | SBS                |
| 2010      | Dr. Champ                                 | Kim Yeon-woo                             | SBS                |
| 2010      | Atena: Jeonjaeng-ui yeosin                | Kim Seon-hwa (odc. 17, 19)               | SBS                |
| 2012      | Daepungsu                                 | Hae-in                                   | SBS                |
| 2013      | Iris II                                   | Kim Seon-hwa (odc. 20)                   | KBS2               |
| 2013      | Two Weeks                                 | Park Jae-kyung                           | MBC                |
| 2014      | I Need Romance 3                          | Shin Joo-yeon                            | tvN                |
| 2015      | Serce znów bije                           | Kim Soon-jung                            | JTBC               |
| 2015      | High-end Crush                            | Reporterka telewizyjna (odc. 7, 13 i 20) | Naver TV Cast      |
| 2016      | Hanbeon The Happy Ending                  | rozwódka (odc. 1)                        | MBC                |
| 2016      | Gahwamansaseong                           | Bong Hae-ryung                           | MBC                |
| 2017      | 20segi sonyeonsonyeo                      | Dyrektorka Kim                           | MBC                |
| 2018      | Secret Mother                             | Kim Lisa                                 | SBS                |
| 2019      | Mother of Mine                            | Kang Mi-ri                               | KBS2               |
| 2020–2021 | Penthouse                                 | Cheon Seo-jin                            | KBS2               |
| 2023      | Tale of the Nine Tailed 1938              | Ryu Hong-joo                             | tvN                |

## Teatr
| Rok  | Tytuł  | Rola   | Przy.  |
| ---- | ------ | ------ | ------ |
| 2008 | Hamlet | Ofelia | [ 59 ] |

## Nagrody i nominacje
| Ceremonia                               | Rok  | Kategoria                                                                       | Nominowany                                                                       | Rezultat  | Przy.  |
| --------------------------------------- | ---- | ------------------------------------------------------------------------------- | -------------------------------------------------------------------------------- | --------- | ------ |
| APAN Star Awards                        | 2013 | Nagroda za Doskonałość, Aktorka                                                 | Two Weeks                                                                        | Wygrana   | [ 60 ] |
| APAN Star Awards                        | 2016 | Nagroda za Najwyższą Doskonałość, Aktorka w Serialu Dramatycznym                | Gahwamansaseong                                                                  | Wygrana   | [ 61 ] |
| Asia Model Festival Awards              | 2011 | Azjatycka Nagroda Specjalna                                                     | Kim Soo-yeon                                                                     | Wygrana   | [ 62 ] |
| Baeksang Arts Awards                    | 2010 | Najlepsza Aktorka – Telewizja                                                   | Iris                                                                             | Nominacja | [ 63 ] |
| Baeksang Arts Awards                    | 2021 | Najlepsza Aktorka – Telewizja                                                   | Penthouse                                                                        | Wygrana   | [ 55 ] |
| Blue Dragon Film Awards                 | 1998 | Najlepsza Nowa Aktorka                                                          | Change                                                                           | Nominacja |        |
| Międzynarodowy Festiwal Filmowy w Busan | 2013 | Nagroda Kobiecej Fashionistki                                                   | Kim So-yeon                                                                      | Wygrana   | [ 64 ] |
| Grimae Awards                           | 2021 | Najlepsza Aktorka                                                               | Penthouse                                                                        | Wygrana   | [ 65 ] |
| Herald-Donga TV Lifestyle Awards        | 2013 | Nagroda za Najlepszy Styl                                                       | Kim So-yeon                                                                      | Wygrana   | [ 66 ] |
| KBS Drama Awards                        | 1995 | Najlepsza Młoda Aktorka                                                         | Daughters of a Rich Family Drama Game Minwoo vs. Minwoo What Summer of Two Girls | Wygrana   | [ 67 ] |
| KBS Drama Awards                        | 2009 | Nagroda Popularności, Aktorka                                                   | Iris                                                                             | Wygrana   | [ 68 ] |
| KBS Drama Awards                        | 2009 | Nagroda za Doskonałość, Najlepsza Aktorka w Średniometrażowym Serialu           | Iris                                                                             | Nominacja | [ 69 ] |
| KBS Drama Awards                        | 2019 | Nagroda za Doskonałość, Aktorka w Serialu Dramatycznym                          | Mother of Mine                                                                   | Wygrana   | [ 70 ] |
| Korean Broadcasting Awards              | 2021 | Nagroda Popularności                                                            | Penthouse 1 i 2                                                                  | Nominacja | [ 71 ] |
| Korea Drama Awards                      | 2016 | Nagroda Główna (Daesang)                                                        | Gahwamansaseong                                                                  | Wygrana   | [ 72 ] |
| Korea Drama Awards                      | 2016 | Gwiazda Roku                                                                    | Gahwamansaseong                                                                  | Wygrana   | [ 72 ] |
| Korean Culture and Entertainment Awards | 2012 | Najlepsza Aktorka (Film)                                                        | Gabi                                                                             | Wygrana   |        |
| MBC Drama Awards                        | 2000 | Ulubiona Postać Widzów (Aktorka)                                                | Eveui modeun geot                                                                | Wygrana   | [ 73 ] |
| MBC Drama Awards                        | 2013 | Nagroda za Doskonałość, Aktorka w Miniserialu                                   | Two Weeks                                                                        | Nominacja | [ 74 ] |
| MBC Drama Awards                        | 2016 | Nagroda Główna (Daesang)                                                        | Gahwamansaseong                                                                  | Nominacja | [ 75 ] |
| MBC Drama Awards                        | 2016 | Nagroda za Najwyższą Doskonałość, Aktorka w Serialu Dramatycznym                | Gahwamansaseong                                                                  | Wygrana   | [ 76 ] |
| MBC Entertainment Awards                | 2015 | Nagroda za Najwyższą Doskonałość w Programie Rozrywkowym                        | We Got Married                                                                   | Wygrana   | [ 77 ] |
| Miss Binggrae Pageant                   | 1994 | Miss Binggrae                                                                   | Kim So-yeon                                                                      | Wygrana   | [ 2 ]  |
| SBS Drama Awards                        | 1994 | Najlepsza Młoda Aktorka                                                         | Dinosaur Teacher                                                                 | Wygrana   |        |
| SBS Drama Awards                        | 1998 | Nagroda Popularności, Aktorka                                                   | Soonpoong Clinic Winners I Love You, I Love You                                  | Wygrana   |        |
| SBS Drama Awards                        | 2008 | Najlepsza Aktorka Drugoplanowa w Specjalnym Serialu Fabularnym                  | Sikgaek                                                                          | Wygrana   | [ 78 ] |
| SBS Drama Awards                        | 2010 | 10 Najlepszych Gwiazd                                                           | Geomsa Peurinseseu, Dr. Champ                                                    | Wygrana   | [ 79 ] |
| SBS Drama Awards                        | 2010 | Nagroda za Najwyższą Doskonałość, Aktorka w Specjalnym Serialu Fabularnym       | Dr. Champ                                                                        | Nominacja |        |
| SBS Drama Awards                        | 2010 | Nagroda za Doskonałość, Aktorka w Serialu Specjalnym                            | Geomsa Peurinseseu                                                               | Nominacja |        |
| SBS Drama Awards                        | 2012 | Nagroda za Najwyższą Doskonałość, Aktorka w Serialu Specjalnym                  | Daepungsu                                                                        | Nominacja |        |
| SBS Drama Awards                        | 2018 | Nagroda za Doskonałość, Aktorka w Serialu Codziennym / Weekendowym              | Secret Mother                                                                    | Wygrana   | [ 80 ] |
| SBS Drama Awards                        | 2020 | Nagroda za Najwyższą Doskonałość, Najlepsza Aktorka w Średniometrażowym Serialu | Penthouse                                                                        | Wygrana   | [ 81 ] |
| SBS Drama Awards                        | 2020 | Nagroda Główna (Daesang)                                                        | Penthouse                                                                        | Nominacja | [ 82 ] |
| SBS Drama Awards                        | 2021 | Nagroda Główna (Daesang)                                                        | Penthouse 2 i 3                                                                  | Wygrana   | [ 83 ] |
| SBS Drama Awards                        | 2021 | Nagroda za Najwyższą Doskonałość, Aktorka w Miniserialu Gatunek / Fantasy       | Penthouse 2 i 3                                                                  | Nominacja | [ 84 ] |
| SBS Drama Awards                        | 2021 | Nagroda dla Najlepszej Pary z Um Ki-joon                                        | Penthouse 2 i 3                                                                  | Nominacja | [ 85 ] |
| Seoul International Drama Awards        | 2021 | Wybitna Koreańska Aktorka                                                       | Penthouse                                                                        | Nominacja | [ 86 ] |
| Seoul International Drama Awards        | 2021 | Najlepsza Aktorka                                                               | Penthouse                                                                        | Nominacja | [ 87 ] |
| APAN Star Awards                        | 2022 | Nagroda za Najwyższą Doskonałość, Aktorka w Serialu Dramatycznym                | Penthouse 2 i 3                                                                  | Nominacja | [ 88 ] |
| Broadcast Advertising Festival          | 2022 | CF Star Award                                                                   | Kim So-yeon                                                                      | Wygrana   | [ 89 ] |